# Левстик, Фран
Фран Левстик (словен. Fran Levstik; 28 сентября 1831 — 16 ноября 1887, Любляна) — словенский писатель, драматург, критик и лингвист.

## Биография
Фран Левстик считается первым классиком словенской эпической прозы. Родился в крестьянской семье. Учился в гимназии в Любляне, но не сдал выпускные экзамены. Он поступил в духовную семинарию немецкого, рыцарского обряда в Оломоуце. Вернулся в свою родную деревню, где выполнял разную работу. Он работал частным преподавателем, затем стал секретарем читальни, редактором журнала Naprej, секретарём Slovenske matice в Любляне и редактором словенско-немецкого словаря. В 1870 году он помог организовать Zvon Йосипу Стритару, а потом выполнил больший объём редакторской работы по переводу Словенского кодекса. В 1872 году он присоединился к Люблянской библиотеке, где он работал до самой смерти. Он умер в 56 лет после продолжительной болезни.
Его именем назвали Люблянский рынок и дорогу. Также с 1949 года в Словении вручается премия Левстика лучшим детским писателям.

## Произведения

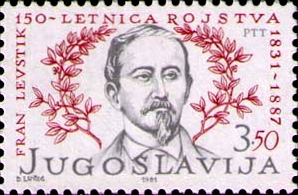
Почтовая марка СФРЮ, посвящённая Ф. Левстику. 1981 г.

### Проза
- Iz Bučelstva (1853)
- Martin Krpan z Vrha (1858)
- Popotovanje iz Litije do Čateža (1858)
- Deseti brat (1863)
- Sveti doktor Bežanec v Tožbanji vasi (1870)
- Kdo je napravil Vidku srajčico (1877)[1]

### Поэзия
- Pesmi (1854)
- Tonine pesmi (1859)
- Franjine pesmi (1870)
- Pripovedne pesmi
- Refleksije
- Satire
- Pesmi za mladino

### Драма
- Juntez (1855)
- Tugomer (1876)

### Сочинения
- Pripovedni spisi
- Dramatični spisi
- Kritični spisi
- Politična spisa